# Kasteel Bergwyk

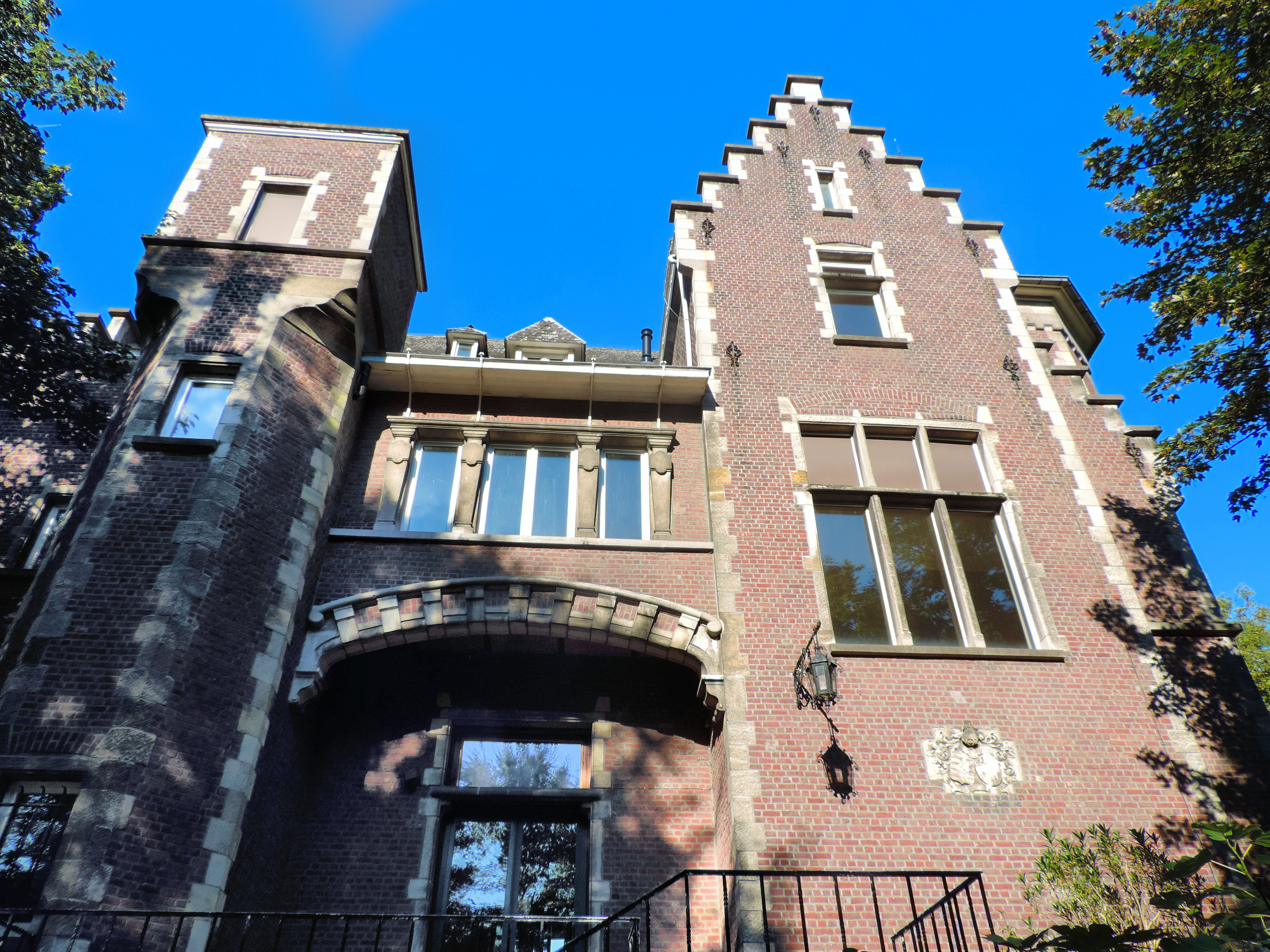
Kasteel Bergwyk

Kasteel Bergwyk is een kasteel in de Oost-Vlaamse plaats Merelbeke, gelegen in de Florawijk, aan Bergstraat 16.
Hier bestond al een buitenhuis dat in de 19e eeuw eigendom was van de familie Tertzweil-Boucqué. In 1899 werd een nieuw kasteel gebouwd, in Vlaamse neorenaissancestijl, waarschijnlijk naar ontwerp van Joseph de Waele. Het kasteel ging uiteindelijk dienst doen als centrum voor jeugdtoerisme. Anno 2022 wordt het beheerd door het Centrum voor Jeugdtoerisme. Er zijn twee verblijfsgebouwen en in het kasteel kan vergaderd en gegeten worden.
Opvallend is de toegangspoort met daarboven een balustrade. Er zijn twee aangebouwde torentjes. Een gevelsteen toont het wapenschild en het devies van de familie: pro patria stas.
Het kasteel is gebouwd op een zandheuvel en ligt in een park met vijver.